# Redwald dell'Anglia orientale
Redvaldo (in inglese Redwald) o Raedwald (... – 624) fu re dell'Anglia orientale dal 593 fino alla sua morte.
Era figlio di Tytila (il cui nome è la forma anglo-sassone del gotico Totila). Raedwald fu il primo sovrano dell'Anglia orientale a ricevere gli insegnamenti cristiani e il battesimo (dalla missione di Canterbury) e diede un notevole contributo alla sopravvivenza di questa religione durante l'apostasia dell'Essex e del Kent. A partire dal 616 egli divenne il sovrano più potente a sud del fiume Humber: durante il suo regno, l'Anglia Orientale divenne molto potente, arrivando, secondo Beda il Venerabile, ad estendere il suo imperium su tutti gli altri regni anglosassoni. Stando alla Cronaca Anglo-Sassone, Raedwald fu riconosciuto come Bretwalda. Apparterrebbe a lui la famosa nave funeraria del sito di sepoltura di Sutton Hoo.

## Biografia
La fonte più antica e più completa su Raedwald è l'Historia ecclesiastica gentis Anglorum di Beda il Venerabile, che colloca il regno di Raedwald tra l'arrivo della missione di Agostino di Canterbury nel Kent (597) e il matrimonio e la conversione di Edvino di Deira (625-626). Una serie di annali di tarda compilazione e di incerta autorità ricordano due volte la sua morte, nel 599 e nel 624, mentre è probabile che la data del 599 sia quella della morte di Tytila e dell'ascesa sul trono di Raedwald.
Durante la giovinezza di Raedwald le casate degli altri regni iniziarono a darsi una stabilità: Etelberto del Kent (che regnò dal 560 ca. al 616) sposò Berta, figlia cristiana del sovrano franco Cariberto I di Parigi, Ceawlin del Wessex, il sovrano più potente a sud dell'Humber, respinse le incursioni di Aethelberht dal Kent fino al 584 ca., quando, dopo aver combattuto coi Britanni nell'Oxfordshire, il suo potere svanì e Aethelberht raggiunse un'autorità simile. Nel regno di Mercia Creoda, discendente di Icel, affermò la supremazia della sua famiglia.
A nord dell'Humber, i due regni di Deira (con capitale York) e di Bernicia (che aveva il suo centro a Bamburgh) avevano dinastie rivali. Aella di Deira regnò fino al 588, lasciando alla sua morte la figlia Acha e il figlio Edwin e un altro fratello o sorella. La dinastia di Bernicia (alleata del Wessex) estese la sua influenza su Deira e Edwin fu costretto a crescere in esilio alla corte di Cadfan ap Iago del Gwynedd. Con diverse guerre il berniciano re Aethelfrith consolidò il potere della Northumbria e attorno al 604 pose Deira sotto il suo dominio.
È Beda a dire che Raedwald discendeva da Wuffa, l'eponimo fondatore della dinastia dei Wuffinga Nacque tra il 560 e il 580 ed era forse il fratello più anziano di Eni. Forse durante gli anni Novanta del VI secolo sposò una pagana di cui non si sa il nome e dalla quale ebbe almeno due figli: Raegenhere (forse il più anziano) ed Eorpwald. Ebbe anche un altro figlio o forse un figliastro, Sigeberto, un nome atipico tra quelli dei Wuffinga ma tipico della dinastia dei Sassoni dell'Est. Sledda dell'Essex (che regnò dal 587 circa al 604) sposò Ricula, sorella di Etelberto del Kent. Aethelberht sostenne la successione del nipote Saeberht, nell'Essex ed entrambi i re divennero cristiani poco dopo. È stato suggerito che la moglie di Raedwald fosse stata in precedenza sposata a un membro di questa famiglia e che Sigeberht fosse (come afferma Guglielmo di Malmesbury) figliastro di Raedwald. Sigeberht (che fu allevato nel paganesimo) si guadagnò l'inimicizia di Raedwald, che lo esiliò in Gallia, forse per proteggere la propria linea dinastica.
Se ciò è corretto, il matrimonio di Raedwald lo portò direttamente nella sfera di influenza del Kent e dell'Essex, anche se con una propria autonoma autorità. Il fatto di maggiore rilievo della prima fase del suo regno fu l'arrivo di Agostino di Canterbury e della missione evangelizzatrice inviata da Roma da papa Gregorio I e, agli inizi del VII secolo, la conversione di Aethelberht e Saeberht, e l'instaurazione del vescovato nel Kent e nell'Essex.
Raedwald ricevette i Sacramenti cristiani nel Kent, probabilmente su invito di Aethelberht, che potrebbe essere stato il promotore del suo battesimo (attorno al 605). In questo modo Raedwald si allineò con l'autorità di Aethelberht. Secondo Beda, comunque, anche durante la vita di Aethelbert Raedwald costruì una leadership nell'Inghilterra meridionale per sé e per la sua nazione. Nell'Anglia Orientale la conversione di Raedwald al Cristianesimo non fu accettata da tutti i suoi familiari e neppure dalla moglie. Per questo lei e i suoi maestri pagani persuasero probabilmente Raedwald a non seguire in modo diligente la nuova fede, tant'è che nel suo tempio c'erano due altari, uno dedicato a Cristo e uno per gli antichi dei pagani (cosa, comunque, non così strana durante la fase del primo Cristianesimo britannico). La parola esatta di Beda era che il secondo altare (arulam) era per 'le vittime di demoni'
Aethelfrith, colui che costruì la Northumbria, sposò Acha, figlia di Aella di Deira, e la persuase a esiliare il fratello Edwin, così da distruggere la discendenza di Deira e lasciare la dinastia berniciana senza rivali per il comando della Northumbria. Edwin trovò ospitalità presso re Cearl di Mercia, di cui sposò la figlia, da cui ebbe due figli. Il nipote di Edwin, Hereric, in esilio nel regno britannico dell'Elmet, fu ucciso a tradimento là. Edwin fuggì in diversi regni, trovando poi protezione presso Raedwald (attorno al 615). Fu trattato con familiarità da Raedwald e dalla sua compagnia reale ed a nulla servirono i tentativi di Aethelfrith di corrompere Raedwald affinché uccidesse Edwin.
Edwin rifiutò anche di scappare e poi ricevette la visita di uno straniero che conosceva le decisioni di Raedwald. Secondo la Vita Sancti Gregorii scritta a Whitby questo straniero era Paolino, un membro della missione di Canterbury, che fece balenare a Edwin la speranza del supporto di Raedwald e la prospettiva che un giorno lui stesso avrebbe avuto un grande potere come mai prima nessun sovrano inglese aveva avuto. Paolino ebbe da Edwin l'assicurazione che avrebbe accettato i suoi insegnamenti religiosi se fosse sopravvissuto e se avesse raggiunto un tale potere. Alla fine, ammonito anche dalla moglie pagana che la fiducia di un sovrano ospite non doveva essere tradita, per quanto preziosi e grandi potessero essere le ricompense promesse, Raedwald rifiutò le offerte di Aethelfrith di Northumbria e decise per la guerra.
Raedwald mise insieme rapidamente un esercito e marciò contro la Northumbria prima che Aethelfrith potesse mettere insieme le sue truppe: la battaglia avvenne sulla riva sinistra del fiume Idle, tra Gainsborough e Bawtry, nel 616. Anche se il figlio di Raedwald, Raegenhere, trovò la morte nello scontro, la battaglia fu favorevole alle truppe dell'Anglia Orientale: Aethelfrith, re di Northumbria, fu ucciso, i suoi figli fuggirono a Nord tra i Pitti e gli Scoti ed Edwin divenne il nuovo re di Northumbria.
In quello stesso periodo morì anche Aethelberht del Kent a cui successe il figlio Eadbald, non ancora convertito al Cristianesimo. Anche Saebert dell'Essex morì e i suoi tre figli si spartirono il regno, scacciando il vescovo Mellito. La missione di Canterbury fu quasi del tutto spostata in Gallia per ragioni di sicurezza e in questo periodo Raedwald si trovò a essere l'unico sovrano cristiano d'Inghilterra. Ma lungo in avanzia della sua morte, mentre il suo regno, la missione nel Kent era stata reintrodotta completamente.
Da questo momento il potere di Raedwald crebbe enormemente al punto che fu riconosciuto come Bretwalda e che Beda gli riconosce l'imperium che era stato di Ceawlin e di Aethelberht. Egli fu anche chiamato con l'appellativo di Rex Anglorum. E tutto ciò grazie al debito di riconoscenza che Edwin aveva nei suoi confronti. Solo dopo la morte di Raedwald Edwin acquistò grande potere, convertendosi poi come promesso al Cristianesimo (e sposò la sorella di Eadbald del Kent).
Secondo alcuni studiosi, sarebbe di Raedwald la nave funeraria di Sutton Hoo (nel Suffolk), sebbene non ci siano prove certe di ciò.

### Fonti
- Beda il Venerabile, Historia ecclesiastica gentis Anglorum, Book II, Chapter XV. Archiviato il 13 maggio 2011 in Internet Archive.

### Studi
- Campbell, James, "The Impact of the Sutton Hoo Discovery" in The Anglo-Saxon State. Hambledon & London, London, 2000.
- Higham, N.J., "Raedwald" in M. Lapidge et al (eds), The Blackwell Encyclopedia of Anglo-Saxon England. Blackwell, London, 1999.